# Poncho

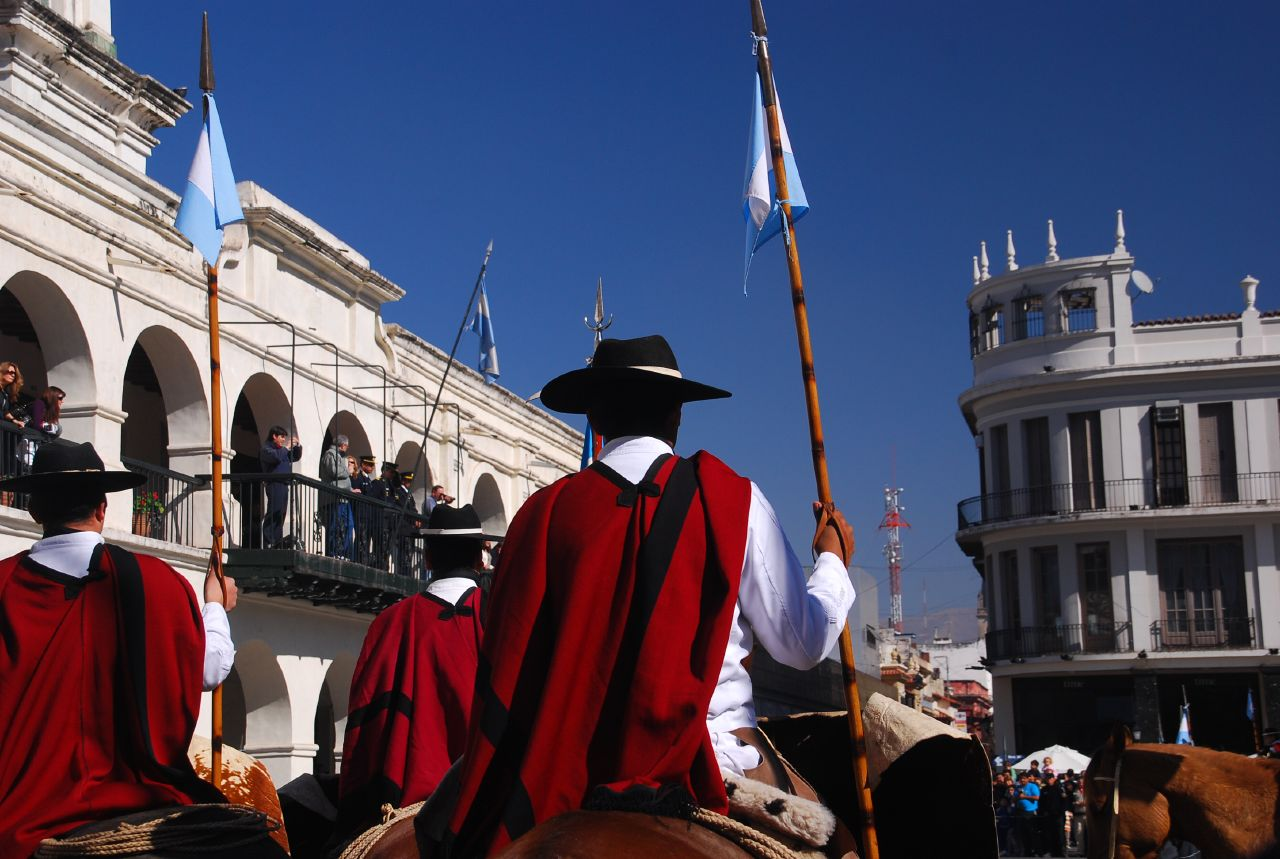
Poncho von Argentinien

Hochzeitsponcho für den Bräutigam der Tzutuhil in Guatemala. Gewebt und von der Braut von Hand beidseitig hochwertig bestickt, Arbeitszeit 6–8 Wochen.

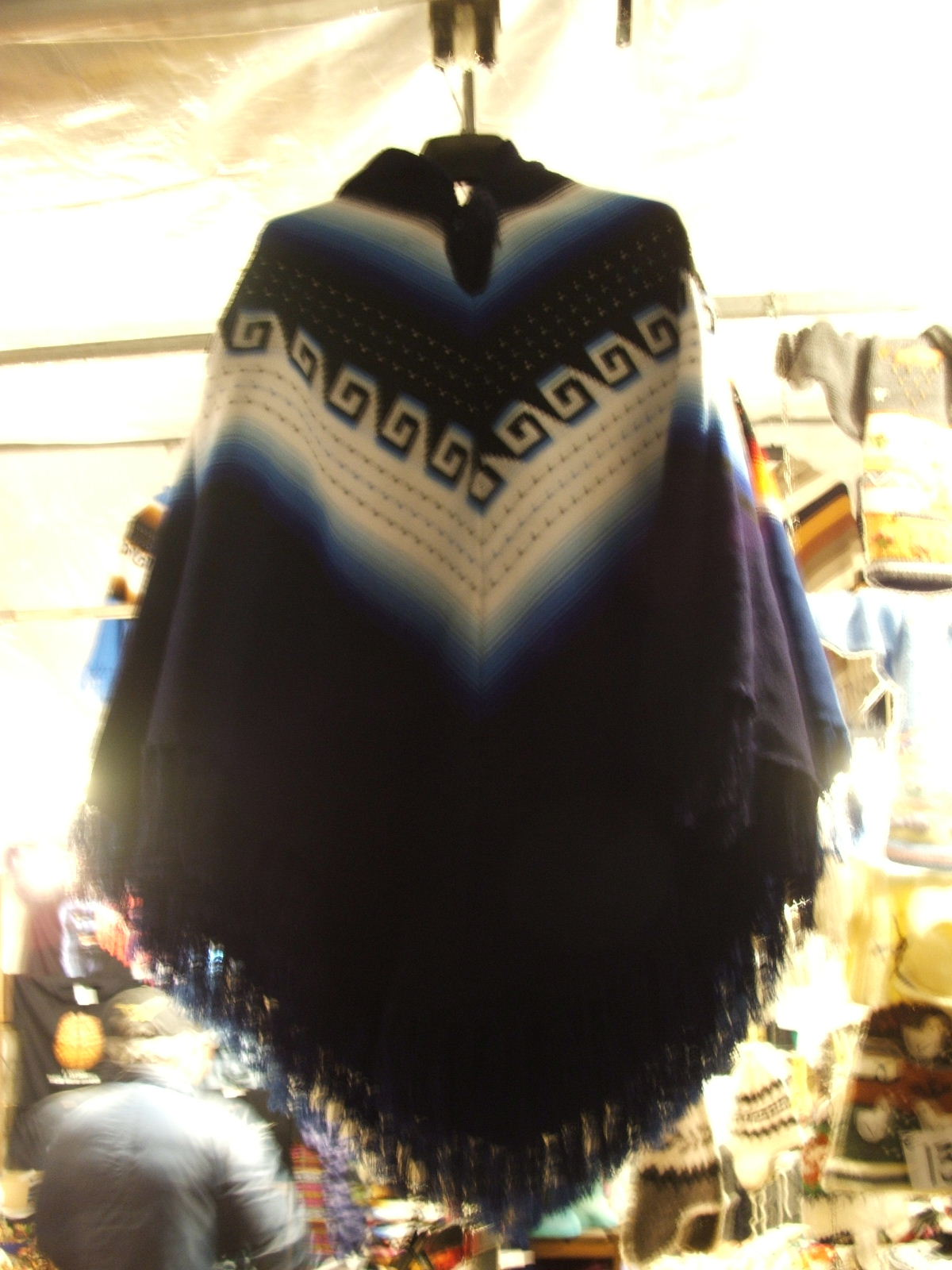
Poncho

Poncho (spanisch „poncho“, sprich pon-tscho, ursprünglich aus dem Ketschua „punchu“ oder der Mapuchesprache Mapudungun „pontro“) ist ein in Teilen Südamerikas gebräuchlicher Mantel, der seinen Ursprung bei den dortigen indigenen Völkern hat.
Ursprünglich war der Poncho ein Stück Tuch mit einem Schlitz in der Mitte, durch den der Kopf gesteckt werden konnte, so dass er wie ein Mantel auf den Schultern lag.
Meist sind die Ponchos in kräftigen Farben gefertigt.
Als Regenschutz ist er mittlerweile neben dem Regenmantel bzw. Südwester ein Standard, siehe hierzu auch Regencape.
Er ist sowohl militärisches Ausrüstungsteil der ABC-Schutz- und Regenschutzkleidung als auch Zivilkleidung, etwa bei Radfahrern, Wanderern oder Pfadfindern. Neben seiner Funktion als wetterschützendes Bekleidungsstück kann er als Plane für unterschiedlichste Zwecke verwendet werden. Er ist mit ähnlichem Schnitt als traditionelles Kleidungsstück in vielen Ländern gebräuchlich, etwa:
- Poncho, Spanien
- Kotze (Kleidung) oder Wetterfleck, Jagdbekleidung, Bayern
- Chamanto, u. a. dekorativer Umhang, Südamerika
- Paenula, im alten Rom, Überziehmantel
- Ruana, ein Poncho-artiges Kleidungsstück, jedoch mit einem durchgehenden Schlitz bis zur Mitte, in Südamerika
- Sarape/Zarape/Jorongo in Mexiko

Entfernt auch:
- Kasel (liturgische Kleidung) bzw. Pluviale, priesterliches Kleidungsstück
- Pelerine, Redingote, Umhang, Wetterschutz
- Cape, Umhang, mit Kragen, wobei mittlerweile auch Mischformen, sog. Capeponchos, auf dem Markt erhältlich sind. Hier wirkt ein Cape wie ein Poncho
- mittelalterliche Capa

Im Kino erlangte der Poncho eine besondere Berühmtheit, als ihn Clint Eastwood in der Rolle eines namenlosen Fremden in den bekannten Italo-Western Für eine Handvoll Dollar (1964), Für ein paar Dollar mehr (1965) und Zwei glorreiche Halunken (1966) trug.